# Punici

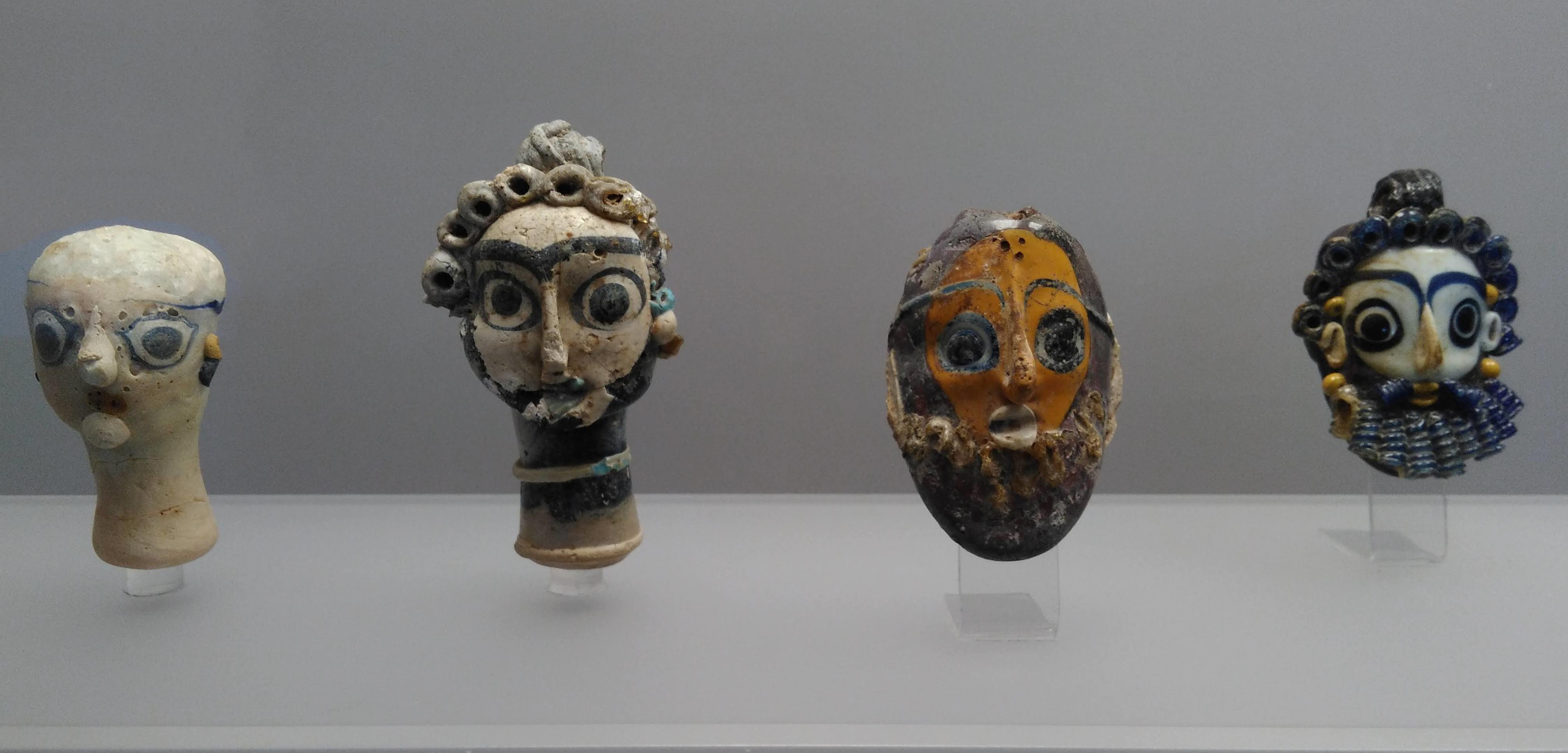
Pendenti a forma di teste in pasta vitrea (da Cartagine, IV-III secolo a.C., oggi al Museo nazionale di Cartagine, Tunisi)

I Punici (o Cartaginesi) sono stati un popolo del Mediterraneo nell'evo antico.

## Storia
Popolo semita, i Punici migrarono in Nordafrica dalla Fenicia. La loro città principale fu Cartagine (non distante dall'attuale Tunisi, capitale della Tunisia), ma insediamenti punici furono presenti lungo l'intera costa nordafricana da Leptis in Libia fino a Mogador in Marocco, oltre che in Sicilia occidentale, Sardegna meridionale, arcipelago maltese, isole Baleari e coste sud-occidentali della penisola iberica. La loro lingua era il punico, un dialetto del fenicio (entrambe queste lingue semitiche sono oggi estinte).
Le fonti antiche riferiscono di una movimento migratorio dalla Fenicia che, sul finire del IX secolo a.C., condusse alla fondazione di varie colonie fenicie nelle aree summenzionate. La principale tra queste fu di gran lunga Cartagine, colonia di Tiro, che dagli inizi del VI secolo a.C. in poi iniziò a esercitare una certa egemonia anche sugli altri centri punici, ponendosi al centro di una vasta sfera di influenza (che è stata saltuariamente definita "Impero cartaginese"). Cartagine instaurò anche una fitta rete di commerci marittimi sia con la madrepatria fenicia sia con i popoli confinanti; questi rapporti influenzarono lo sviluppo di una civiltà originale, in parte distinta da quella della madrepatria.
Nel corso della loro storia i punici entrarono in contrasto sia con i greci sia con i romani: furono infatti combattute sia le guerre greco-puniche (600-265 a.C.), in cui i due popoli si contesero il predominio sulla Sicilia, sia le guerre puniche (264-146 a.C.), una serie di tre duri conflitti conclusisi con la vittoria di Roma e la distruzione di Cartagine. Nonostante la completa conquista dell'area da parte di Roma, alcuni elementi della cultura punica (in primis la lingua) vi sopravvissero anche sotto la dominazione romana, in alcuni casi fino alla tarda antichità.

## Terminologia

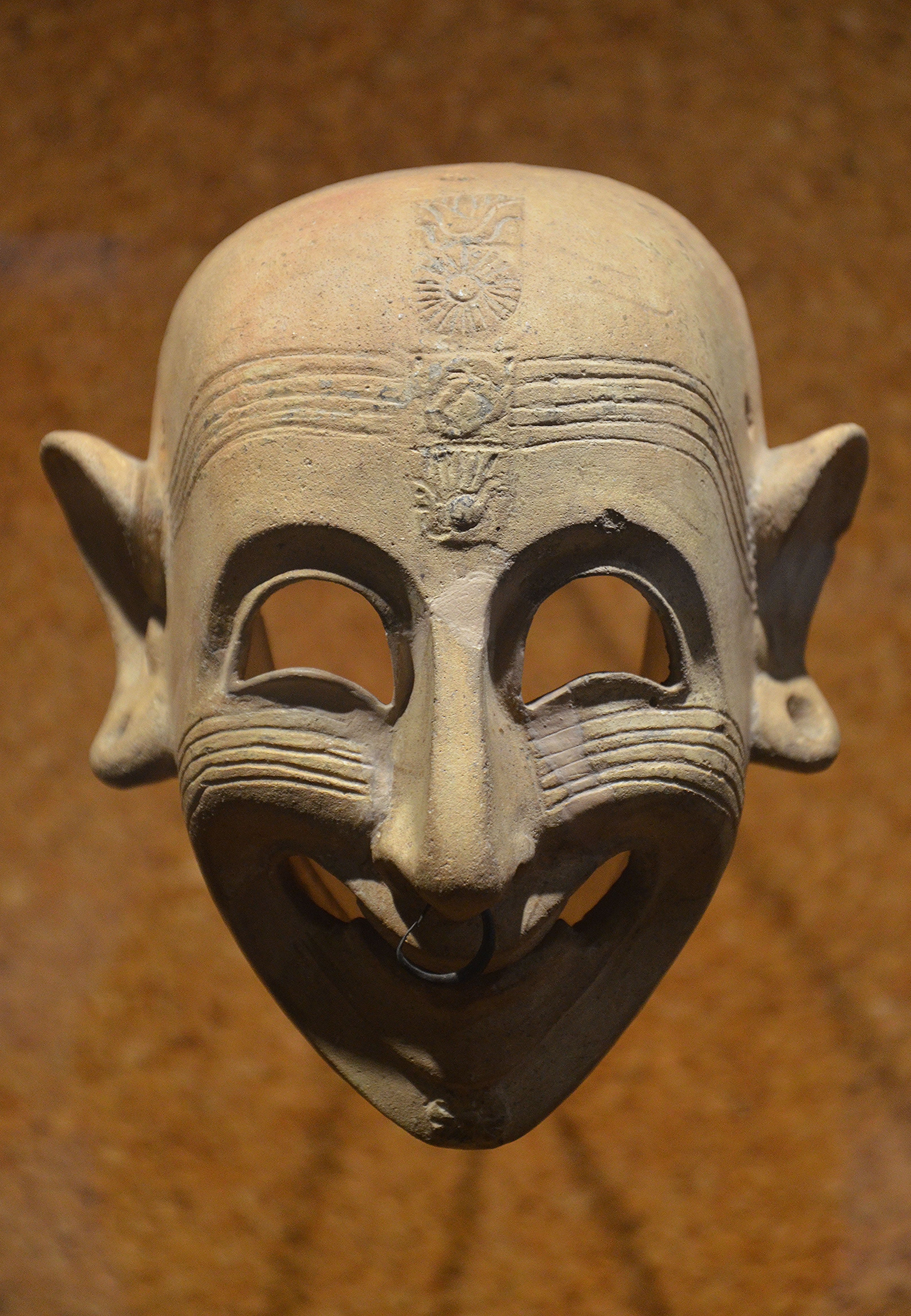
Maschera con riso sardonico, rinvenuta in una tomba sardo-punica di San Sperate e oggi esposta al Museo archeologico nazionale di Cagliari

Il moderno demonimo italiano "punico" deriva dal latino classico Poenus, solitamente utilizzato dai romani per designare i cartaginesi, in particolare nel contesto delle guerre puniche. Il termine latino a sua volta deriva da quello greco antico Φοῖνιξ ("Phoinix"), che i greci invece tendevano ad applicare indifferentemente tanto ai fenici quanto ai punici.
Nell'uso accademico contemporaneo punici designa essenzialmente i coloni fenici del Mediterraneo occidentale e i loro discendenti, ma non mancano delle oscillazioni: non è raro imbattersi, anche in letteratura, in forme quali "fenicio-punici" (ove sia dubbio se ascrivere agli uni anziché agli altri reliquie delle fasi iniziali del loro insediamento nel Mediterraneo occidentale) oppure "siculo-punici" o "sardo-punici" (per designare rispettivamente i punici di Sicilia e di Sardegna). Questa usanza ha radici antiche: già i greci antichi utilizzarono "libico-punici" per indicare i coloni punici del Nordafrica (da essi chiamato Libia).

## Genetica
Uno studio del 2025 sul DNA antico di 196 individui sepolti in Medio Oriente, Europa e Nord Africa in siti identificati come fenicio-punici, ha evidenziato che i Punici possedevano solo una piccola eredità genetica dei Fenici del Levante, mentre gran parte della loro ascendenza derivava da un profilo genetico simile a quello delle popolazioni della Sicilia e dell'Egeo. La restante parte della loro ascendenza genetica proveniva dal Nord Africa.